# Poljanica Bistrička
Poljanica Bistrička is een plaats in de gemeente Marija Bistrica in de Kroatische provincie Krapina-Zagorje. De plaats telt 431 inwoners (2001).